# 2-й Южнопортовый проезд
Второ́й Южнопорто́вый прое́зд — проезд, расположенный в Юго-Восточном административном округе города Москвы на территории района Печатники и Южнопортового района.

## История
Проезд был образован 8 июля 1955 года и получил своё название по расположению вблизи Южного речного порта.

## Расположение
2-й Южнопортовый проезд проходит от улицы Трофимова на юг до берега Кожуховского затона Москва-реки, поворачивает на юго-восток, проходит до Южного речного порта, поворачивает на северо-восток, проходит до 1-го Южнопортового проезда, поворачивает на юго-восток и проходит до подъездных путей. Нумерация домов начинается от улицы Трофимова.

## Примечательные здания и сооружения
По нечётной стороне:

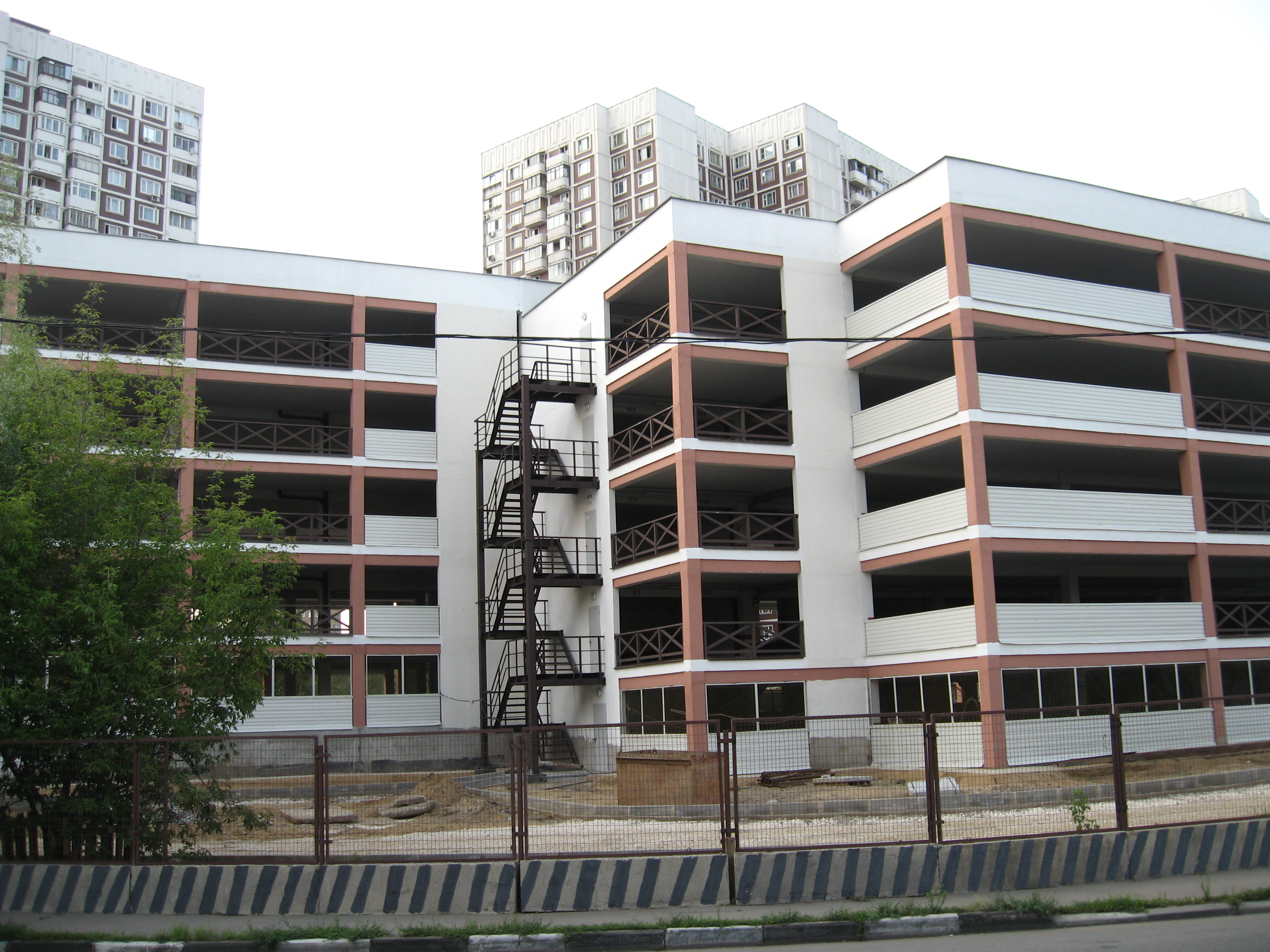
«Народный гараж»

- д. 5 к. 1 - шестиэтажный жилой дом, построенный заключёнными ГУЛАГа в 1939 году. Первый дом с лифтом в микрорайоне.
- д. 11 — школа № 1804
- вл. 15 — «народные гаражи»[3]
- д. 19 — ЖЭК
- д. 25 — детская поликлиника № 61

По чётной стороне:
- д. 10 — Южный речной порт
- д. 12а — бывшая фабрика «Восход», ныне бизнес-центр, полностью принадлежащий Сбербанку России[4]

## Транспорт

### Автобус
- 8: от улицы Трофимова до Южного речного порта

### Метро
- Станция метро «Кожуховская» Люблинско-Дмитровской линии — севернее проезда, на улице Трофимова